# Cyllognatha
Cyllognatha är ett släkte av spindlar. Cyllognatha ingår i familjen klotspindlar.
Kladogram enligt Catalogue of Life:
| Cyllognatha | \| \| Cyllognatha affinis \| \| \| \| \| \| Cyllognatha gracilis \| \| \| \| \| \| Cyllognatha subtilis \| \| \| \| \| \| Cyllognatha surajbe \| \| \| \| |
|             | \| \| Cyllognatha affinis \| \| \| \| \| \| Cyllognatha gracilis \| \| \| \| \| \| Cyllognatha subtilis \| \| \| \| \| \| Cyllognatha surajbe \| \| \| \| |
|             | Cyllognatha affinis |
|             | |
|             | Cyllognatha gracilis |
|             | |
|             | Cyllognatha subtilis |
|             | |
|             | Cyllognatha surajbe |
|             | |